# Beleg van Motya
Het Beleg van Motya vond plaats in 398 of mogelijk 397 v.Chr. op Sicilië. De belangrijke Carthaagse handelsstad Motya in het uiterste westen van het eiland werd belegerd door tiran Dionysios van de Griekse stadstaat Syracuse. Bij dit conflict werden door Dionysios voor de eerste keer in de geschiedenis katapulten en quinqueremen ingezet, geheel nieuwe wapens die hij had laten ontwikkelen.
Dionysios wist Motya na een langdurige belegering te veroveren. Carthago kon de eilandstad later heroveren, maar Motya zou nooit meer een belangrijke stad worden.

## Wat voorafging
De Carthaagse veldheer Hannibal Mago veroverde in 409 v.Chr. de Griekse steden Selinous en Himera en maakte van Motya en Panormus permanente steunpunten van de Carthaagse vloot. In 406 v.Chr. nam de Carthaagse generaal Himilco de Griekse stad Akragas in. In 405 v.Chr. volgden Gela en Kamarina, maar na de uitbraak van een epidemie onder zijn troepen was Himilco datzelfde jaar gedwongen een vredesregeling met Dionysios te sluiten. Deze kreeg daardoor de handen vrij om de toenemende oppositie van de Syracusaanse aristocraten de kop in te drukken. Ook versterkte hij Syracuse en begon hij met de opbouw van een groot huurlingenleger en een vloot, met de bedoeling de Carthagers uiteindelijk geheel van Sicilië te verdrijven. Hij kocht wapenexperts weg bij de Grieken, Romeinen en zelfs bij de Carthagers. Deze ontwikkelden voor hem de eerste "katapults". Dit zogenaamde spangeschut bestond waarschijnlijk uit een zware variant van de gastraphetes (γαστραφέτης, "buikwerper"), een soort van grote kruisboog die tegen de buik werd aangespannen. Deze eerste artilleriewapens met grote composietbogen zouden uiteindelijk een grote rol spelen in de komende confrontatie tussen Syracuse en Carthago. In 398 v.Chr. was Dionysios klaar voor de strijd. Hij stuurde een bericht naar Carthago waarin hij eiste dat de Carthagers zich uit de Griekse steden terug zou trekken. Carthago deed dit niet, waarop Dionysios ten strijde trok. Omdat Motya een van de belangrijkste handelssteden van het Carthaagse Rijk was besloot hij deze stad als eerste aan te vallen.

## Het beleg van Motya

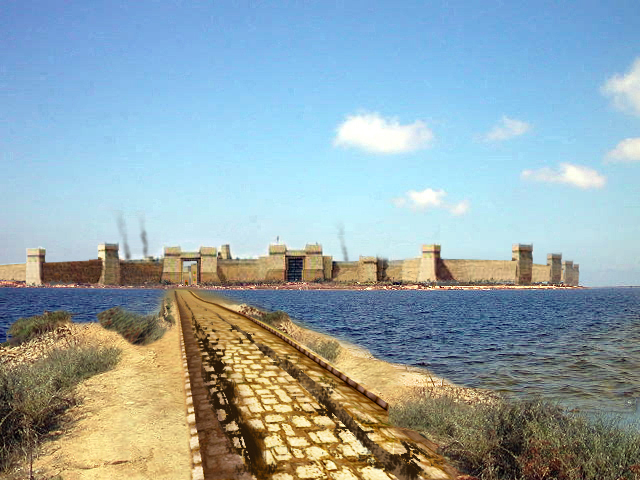
toegangsweg naar Motya.

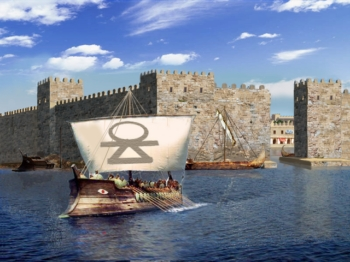
Kothon van Mothia.

De Carthaagse eilandstad Motya lag op een eilandje in een lagune, iets meer dan één kilometer uit de kust. De stad werd sinds de 6e eeuw v.Chr. beschermd door dikke stadsmuren en wachttorens. Binnen de muren lag een kothon, een kunstmatige haven zoals meerdere Fenicische steden hadden, waaronder Mahdia en natuurlijk Carthago. Een anderhalve kilometer lange en tien meter brede verharde weg over een kunstmatig aangelegde dam verbond Motya normaal gesproken met het vasteland, maar vanwege de Griekse dreiging hadden de Carthagers hier een bres in geslagen.
Dionysios stuurde zijn broer Leptines met de vloot naar Motya om de haven van de stad te blokkeren en trok zelf met zijn leger over land naar het westen, waar hij de heuvel Eryx innam. Onderweg kreeg hij versterkingen uit de eerder door Carthago bezette Griekse steden Kamarina, Gela, Akragas, Himera en Selinous. Toen hij bij Motya arriveerde was zijn leger aangegroeid tot 80.000 man infanterie, meer dan 3.000 man cavalerie, 200 oorlogsschepen en 500 koopvaardijschepen voor het transport van voorraden en belegeringswapens. Dionysius liet zijn specialisten bruggenhoofden naar Motya aanleggen. Zijn oorlogsschepen liet hij bij de haven aan land trekken en de koopvaardijschepen die als transportschepen dienden werden ten zuiden van Motya op het strand van het vasteland getrokken. Terwijl Leptines de belegeringswerken overzag trok Dionysios met zijn infanterie op tegen de vijf andere Carthaagse steden Halicyae, Solus, Segesta, Panormus en Entella. Hij liet de landerijen bij Solus, Panormus en Halicyae plunderen en de steden Segesta en Entella belegeren.

## Zeeslag bij Motya

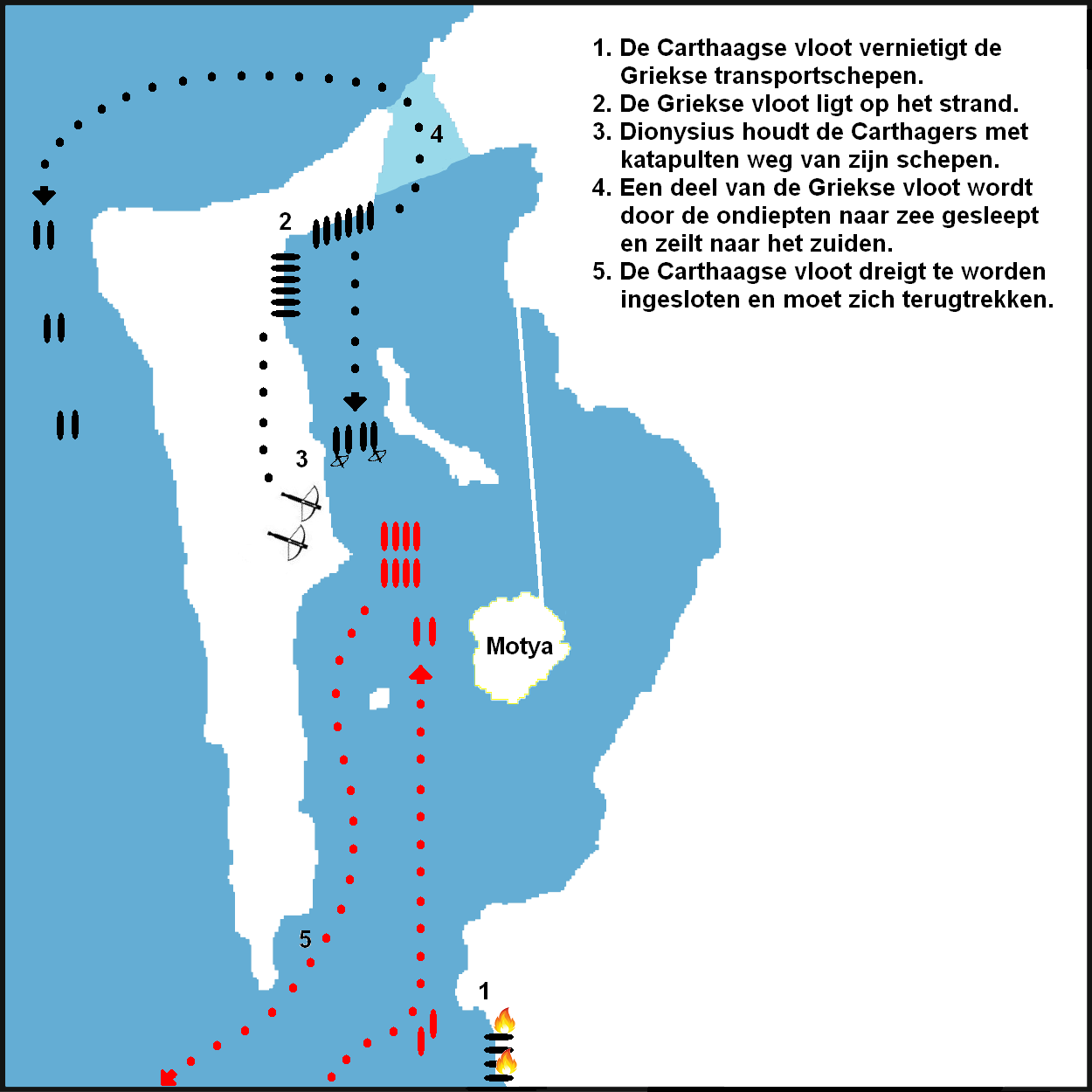
Zeeslag bij Motya.

De Carthaagse bevelhebber Himilco liet tien triremen naar het nu onbeschermde Syracuse zeilen, waar deze de achtergebleven Griekse schepen vernietigden. Ondertussen had Dionysius zijn leger terug naar Motya gebracht in de hoop de stad snel in te nemen, waarna de andere Carthaagse steden zich vanzelf zouden overgeven. De aanleg van bruggenhoofden in de lagune richting de eilandstad verliep voorspoedig en beetje bij beetje kwam hij dichterbij.
Himilco had intussen ontdekt dat Dionysius zijn oorlogsschepen op het land had laten trekken en bedacht dat als hij onverwachts verscheen hij deze mogelijk kon vernietigen. Hij voer in de nacht met honderd triremen naar Motya, waar hij bij zonsopgang arriveerde. De honderden transportschepen die ten zuiden van Motya op het strand lagen werden zonder problemen vernietigd, waarop Himilco de lagune invoer.
Dionysius zag dat hij ondanks zijn veel grotere vloot en zwaardere schepen behoorlijk in de problemen zat omdat hij in tegenstelling tot de vijand geen enkele ruimte tot manoeuvreren had. Een voordeel van zijn zware quinqueremen was echter dat hij hierop zijn boogkatapulten kon gebruiken. Samen met de katapulten die hij op het schiereiland ten westen van Motya had laten plaatsen kon hij een regen van zware projectielen op de Carthaagse schepen laten afschieten, waardoor hij deze bij zijn gestrande schepen weg kon houden. Hij wist de Carthaagse schepen zo met zijn artillerie op afstand te houden totdat hij een aantal schepen over het schiereiland naar de open zee had laten slepen. Himilco zag in dat hij met zijn 100 triremen tegen de 200 Griekse triremen en quinqueremen geen enkele kans maakte en hij besloot terug te keren naar Carthago. Dankzij zijn katapulten won Dionysius deze slag en voor de eerste keer in de geschiedenis had artillerie een doorslaggevende rol gespeeld in een militaire confrontatie.

## Val van Motya

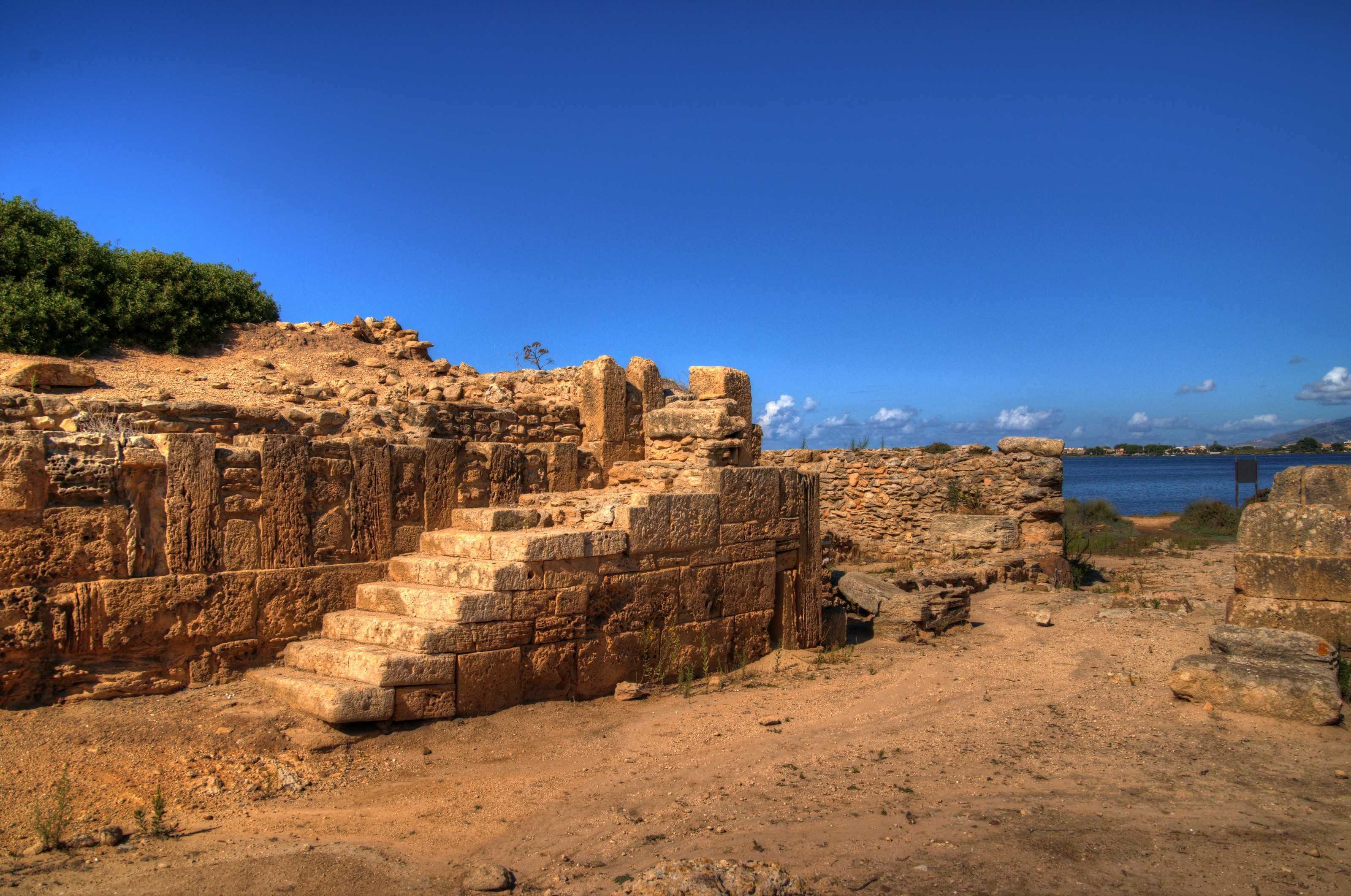
Resten van de noordelijke poort van Motya, waar de hoofdaanval plaatsvond.

Nadat de Griekse bruggenhoofden de stad hadden bereikt bracht Dionysius zijn belegeringstorens en stormrammen in stelling. De Griekse katapulten, boogschutters en slingers bestookten de Carthagers met projectielen terwijl de stormrammen tegen de muren beukten.
De inwoners van Motya probeerden de belegeringswapens te vernietigen door mannen in kraaiennesten op ra's over de muren te schuiven, die fakkels of brandend met pek ingesmeerd touwpluis op de vijandige machines gooiden om deze in brand te steken. De Grieken vormden brandbestrijdingsgroepen om de ontstane vuren snel te blussen. Uiteindelijk wisten de stormrammen een bres te slaan, waarop de Grieken naar binnen stormden. De Carthagers konden hun eilandstad niet ontvluchten en wisten dat hen slechts de dood of een leven in slavernij wachtte. Ze waren dus niet van plan zich over te geven en barricadeerden de smalle straten van de dichtbebouwde stad. De Grieken kwamen onder vuur te liggen van projectielen die werden afgeschoten vanuit huizen en vanaf de barricades. Toch wisten ze hun zes verdiepingen hoge belegeringstorens tot aan de huizen te rijden, waardoor ze zelf ook hoge schietposities verkregen en hun tegenstanders in de gebouwen konden bestrijden in bloedige lijf-aan-lijf-gevechten. Zonder mogelijkheden zich terug te trekken vochten de Carthagers wanhopig voor elke meter, met vele Griekse doden tot gevolg. Na een aantal dagen van brute stadsgevechten nam Dionysius zijn toevlucht tot een list. Elke avond liet hij zijn soldaten met een trompetsignaal weten dat het vechten er voor die dag opzat. Toen de verdedigers aan deze gevechtspauzes gewend waren geraakt liet hij zijn elitetroepen in de nacht een aantal strategische posities innemen. De Carthagers probeerden de posities nog te heroveren, maar de Griekse overmacht aan troepen zwermde vanuit hun veroverde posities al uit over de stad. Uit wraak voor de zware verliezen spaarden de Grieken niemand en de verovering mondde uit in een grote slachtpartij, waarbij vrouwen, kinderen en bejaarden zonder aanzien des persoons over de kling werden gejaagd. Dionysius was van plan geweest de inwoners van Motya in slavernij te verkopen, maar zijn soldaten waren door het dolle heen en schonken geen aandacht aan de bevelen van hun leider. Daarop liet Dionysius zijn herauten omroepen dat de overlevende Carthagers zich konden verschuilen in de Griekse tempels van de stad. Daarop stopten de Griekse soldaten hun slachtpartij en begonnen ze met de plundering van de stad. Dionysius liet hen hun gang gaan zodat ze ook bij de komende belegeringen gemotiveerd zouden zijn.

## Nasleep
Dionysius verkocht de overlevende inwoners in slavernij maar liet de Griekse inwoners die met de Carthagers hadden meegevochten kruisigen. In de stad liet hij een voornamelijk uit Sicelen bestaand garnizoen achter. Hij plaatste Leptines aan het hoofd van een vloot van 120 oorlogsschepen om te voorkomen dat Carthago over zee de resterende Carthaagse steden te hulp kwam. Leptines moest tevens de belegering van Segesta en Entella voortzetten. Omdat de zomer ten einde kwam keerde Dionysius met de hoofdmacht van zijn leger terug naar Syracuse.
Het volgende jaar keerde Himilco terug naar Sicilië met een leger van minstens 100.000 en mogelijk zelfs 300.000 man. Hij heroverde Eryx en Motya, maar besloot Motya niet te herbouwen maar iets zuidelijker een nieuwe stad te bouwen. Dit zou Lilybaeum worden.